# 帝国ホテル
株式会社帝国ホテル（ていこくホテル、英: Imperial Hotel）は、東京都千代田区内幸町一丁目（日比谷）に本社を置くホテル運営会社。

## 概要
本格的な洋式ホテルとしては日本有数の歴史を持つ帝国ホテル（現・帝国ホテル東京）のほか、帝国ホテル大阪、上高地帝国ホテルを運営する、日本を代表する高級ホテル企業であり、ホテルオークラ、ニューオータニとともに「ホテル御三家」として知られる東京屈指の名門ホテルである。ホテル御三家のなかでは唯一、戦前から存続している。なお単に「帝国ホテル」といえば「帝国ホテル東京」を指すことが一般的である。
三井不動産が約3分の1の株式を保有する筆頭株主であり、同社主導め帝国ホテル東京の建替えと日比谷公園も含めた日比谷地区の再開発を進めている（詳しくは「TOKYO CROSS PARK構想」を参照）。

## 沿革
明治～昭和（戦前）

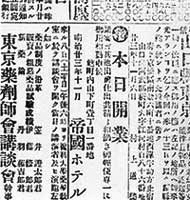
帝国ホテル開業を知らせる『東京日日新聞』の広告

1886年（明治19年）に東京の官庁集中計画が練られた際に、外国人の接遇所を兼ねた国を代表する大型ホテルの設計が組み込まれ、帝国ホテル（現・帝国ホテル東京）が1890年（明治23年）11月3日に落成、同7日に開業した。1883年建設で隣接する鹿鳴館と密接な関連を持つホテルとして井上馨の説得で渋沢栄一と大倉喜八郎の2人が1888年（明治21年）有限責任帝国ホテル会社（設立当初は有限責任東京ホテル会社）を設立し、建設した。以来、来日する海外要人・著名人などが宿泊する、日本を代表するホテルとして知られてきた。
渋沢は1909年（明治42年）に会長職を大倉喜八郎へ譲り、そして1922年（大正11年）には喜八郎の長男・大倉喜七郎が会長に就任した。喜七郎は北アルプスをきっかけに上高地帝国ホテルを開業させ、日本における山岳リゾートブームの先鞭をつけた。
昭和（戦後）以降
戦後に、喜七郎が公職追放に遭った上に財閥解体によって大倉家の持ち株は放出。代わって東京殖産の長田庄一から巨額の資金援助を受けた「北支の煙草王」こと金井寛人が1953年（昭和28年）に株式の多くを獲得して会長となる。
1977年（昭和52年）の金井の死後、その全持ち株が小佐野賢治の国際興業に譲渡。1990年代前半には系列の「ザ・クレストホテル」の展開を始めた（現存するのは後述の「ザ・クレストホテル柏」のみ）ほか、1996年（平成8年）には帝国ホテル大阪を開業させ、帝国ホテルを帝国ホテル東京と改称した。
2004年（平成16年）にはその国際興業がサーベラスに買収されるが、2007年（平成19年）10月に国際興業保有帝国ホテル株式の大半が三井不動産に売却され、三井不動産が約33%を保有する筆頭株主となった。
2019年7月、帝国ホテル東京は東京電力ホールディングス本店ビルやNTT日比谷ビルなどと一体で、内幸町一丁目街区の一部として、複数の高層ビルが建てられるという方針が報道された。主体となる事業者は三井不動産とNTT都市開発。帝国ホテル東京についてはタワー館を2030年度に完成させ、本館も2036年度に完成する予定。
2021年3月25日、内幸町一丁目街区におけるまちづくり方針について、帝国ホテルを含む10社が合意したと発表した。また、同日に帝国ホテルは東京（本館・タワー）の建て替え計画の実施方針を決定した。同年10月27日、新本館のデザインアーキテクトに田根剛を起用したと発表した。

## 帝国ホテル 東京
- 東京都千代田区内幸町1-1-1。

### 初代帝国ホテル
- 渡辺譲 設計

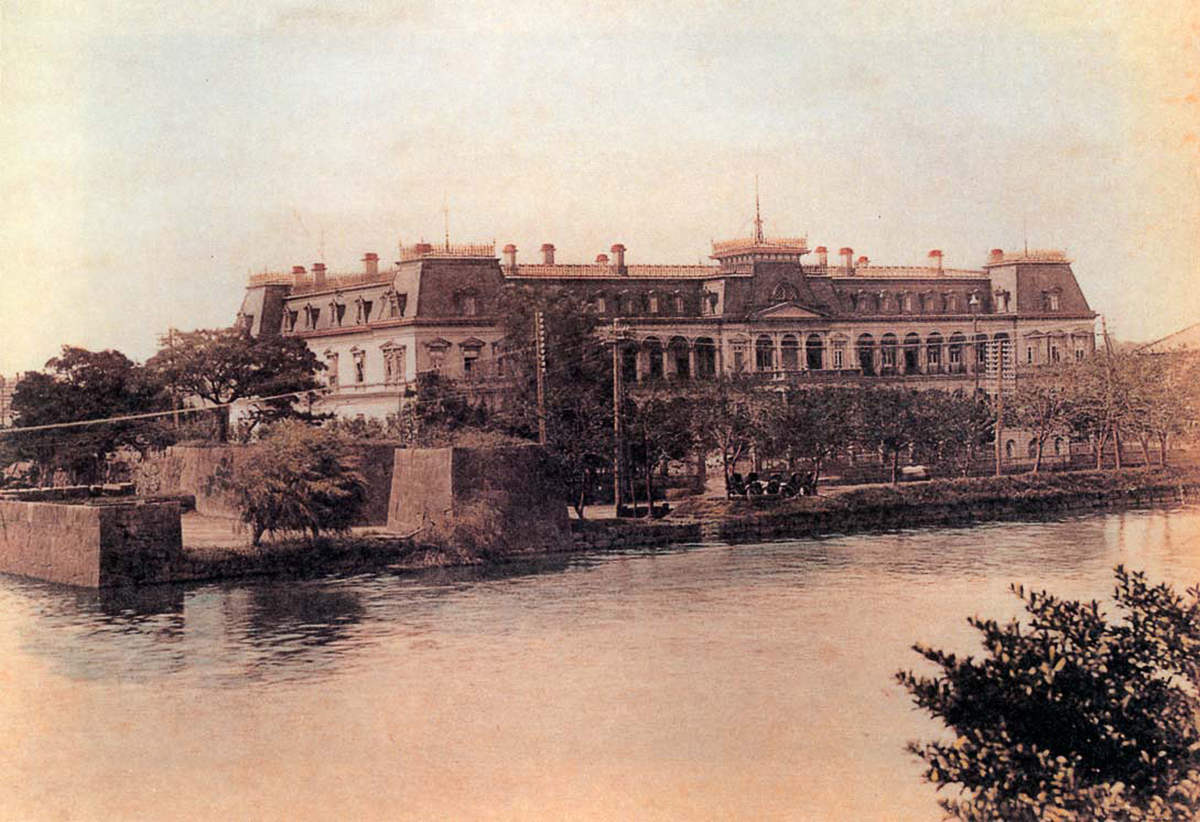
初代帝国ホテル

- 木骨煉瓦造、3階建、客室数約60。1泊2円75銭～9円。
- 1890年（明治23年）竣工。11月20日竣工式。1919年（大正8年）失火から全焼。

　ドイツで建築を学び帰国したばかりの若手建築家の渡辺は、海外で学んだ知識を活かした様式の建物を建てるが、当時の海外市街地型ホテルの主流であった接道型ホテルではなく、日本の邸宅風の建物配置を選び、建物内部には日本趣味の装飾を施すなど、日本流のアレンジを加えた。完成時には下水道の工事が始まっておらず、ホテルの排水は内濠へ排出された。1916年（大正5年）、警視庁は排泄物の垂れ流しは目に余るとしてホテル側に汲み取りを命じた。

### ライト館
- フランク・ロイド・ライト 設計。
- 鉄筋コンクリートおよび煉瓦コンクリート造、地上3階（中央棟5階）、地下1階、客室数270。
- 1923年（大正12年）竣工。9月1日開館式。1968年（昭和43年）新本館建設のため解体。

1914年（大正3年）頃から、当時の総支配人だった林愛作は旧知のアメリカ人建築家、フランク・ロイド・ライトと新館設計の相談を重ね、1916年（大正5年）に契約を結んだ。翌1917年（大正6年）にライトは来日し、1919年（大正8年）9月、着工した。ライトは使用する石材から調度品に使う木材の選定に至るまで、徹底した管理体制でこれに臨んだ。
鷲が翼を広げたような巨大なホテルは、10のブロックをエキスパンションジョイントで繋ぎ合わせた構造になっており、これで建物全体に柔軟性を持たせるとともに、一部に倒壊があっても全体には累を及ぼさない仕組みになっていた。また大規模ホテルとしては世界で初めて全館にスチーム暖房を採用するなど、耐震と防火に配慮した設計だった。

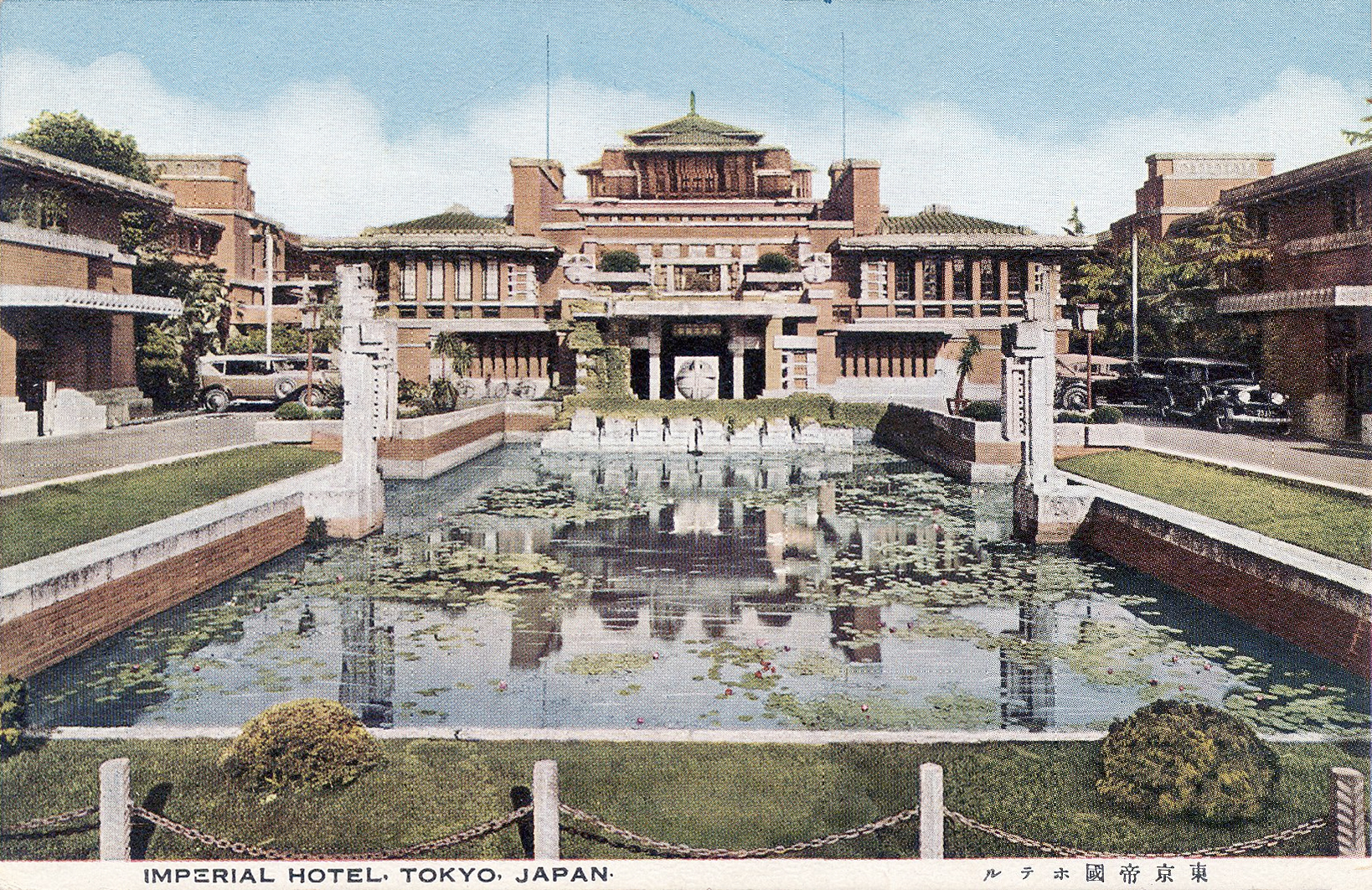
正面から見た玄関と池

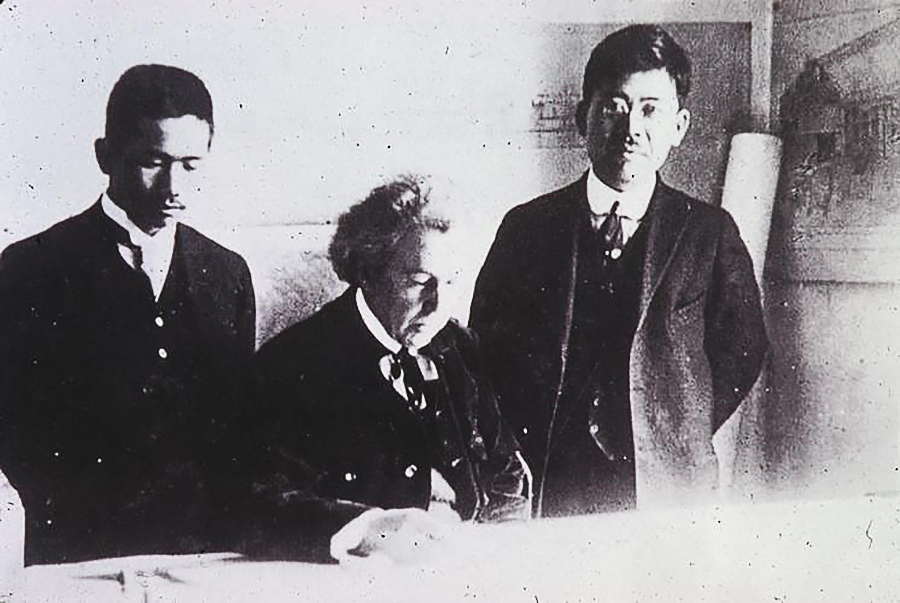
左から、遠藤新、フランク・ロイド・ライト、伊藤文四郎

しかし、こうした完璧主義は大幅な予算オーバーを引き起こした。ライトはアメリカでの仕事のため度々帰国しながら施工の総指揮を続けていたが、
ホテルの排水処理には手が回らず、排泄物を内濠に垂れ流すこととなり、1916年（大正5年）6月には、警視庁から汚物の汲み取りを言い渡されることがあった。
1922年（大正11年）4月、隣接する初代帝国ホテルが失火から全焼すると、新館の早期完成は経営上の急務となり、設計の変更を繰り返すライトと経営陣との衝突は避けられなくなった。さらに当初予算150万円が6倍の900万円に膨れ上がるに至って、林は総支配人を引責辞任、ライトも精魂注いだこのホテルの完成を見ることなく離日した（1922年7月）。一部完成済みの部分を利用してホテルは営業を再開した。
ホテルの建設はライトの日本における一番弟子だった遠藤新の指揮のもと、その後も続けられた。1年後の1923年（大正12年）7月、着工以来4年の歳月を経てライトの本館は完成した。9月1日に落成記念披露宴が開かれることになったが、関東大震災が東京を襲ったのは、まさに宴の準備に大忙しの時だった。周辺の多くの建物が倒壊したり火災に見舞われたりする中で、小規模な損傷はあったもののほとんど無傷で変わらぬ勇姿を見せていたライトの帝国ホテルはひときわ人々の目を引いた。ライトは二週間後このことを遠藤からの手紙で知り、狂喜したという。
1945年（昭和20年）3月10 - 11日の東京大空襲では、本館中央部から南翼、孔雀の間、演芸場などに多くの焼夷弾が落ち、焼失は総床面積の四割強に及ぶ大きな被害を受けた。終戦ともに帝国ホテルはGHQに接収され、そこで大規模な修復工事が行われ、復旧した。
占領が終わって日本を訪れる外国人が再び増え始めたことに伴い、1954年（昭和29年）にはライトの本館の裏手（現在インペリアル・タワーが建っている敷地）に客室数170の第一新館が完成、1958年（昭和33年）にはその横に地上10階、地下5階、客室数450の第二新館が完成した。これを受けて、1964年（昭和39年）にはライトの本館を取り壊し、その跡地に新たに鉄筋コンクリート造、地上17階、地下3階、客室数772の新本館を建設することが発表された。
震災にも空襲にも耐えたこのホテルの存続を訴える大規模な反対運動が起ったが、本館は地盤沈下などの影響で柱が傾き雨漏りがするといった老朽化の問題もさることながら、都心の一等地を占有する巨大な建造物の客室数がわずか270室では話にならなかった。
ライトの新館は1967年（昭和42年）に閉鎖され、翌年春頃までに取り壊された。跡地に建設された近代的外観の新本館は、1970年（昭和45年）の日本万国博覧会開会に合せて、同年に竣工した。
「ライト設計の帝国ホテル本館」は、「ライト館」と呼ばれるようになった。ライト館の玄関部分は博物館明治村（愛知県犬山市）に十数年の歳月をかけて移築再建され、今日でも在りし日の面影を偲ぶことができる。また、東武ワールドスクウェア（栃木県日光市）では縮尺25分の1のミニチュアで在りし日のライト館全景を再現している。解体後の1970年（昭和45年）にオープンした本館中2階の「オールドインペリアルバー」は、ライト館で実際に使用されていた資材や壁面等を再利用しており、当時の雰囲気を伝えている。2005年（平成17年）4月、新本館14階の「インペリアルフロア」に新設された「フランク・ロイド・ライト・スイート」は、ライト館のさまざまな箇所に施された独特なマヤ調の意匠やライト独自のスタイルでまとめられた内装や調度品を忠実に再現したものとなっている。

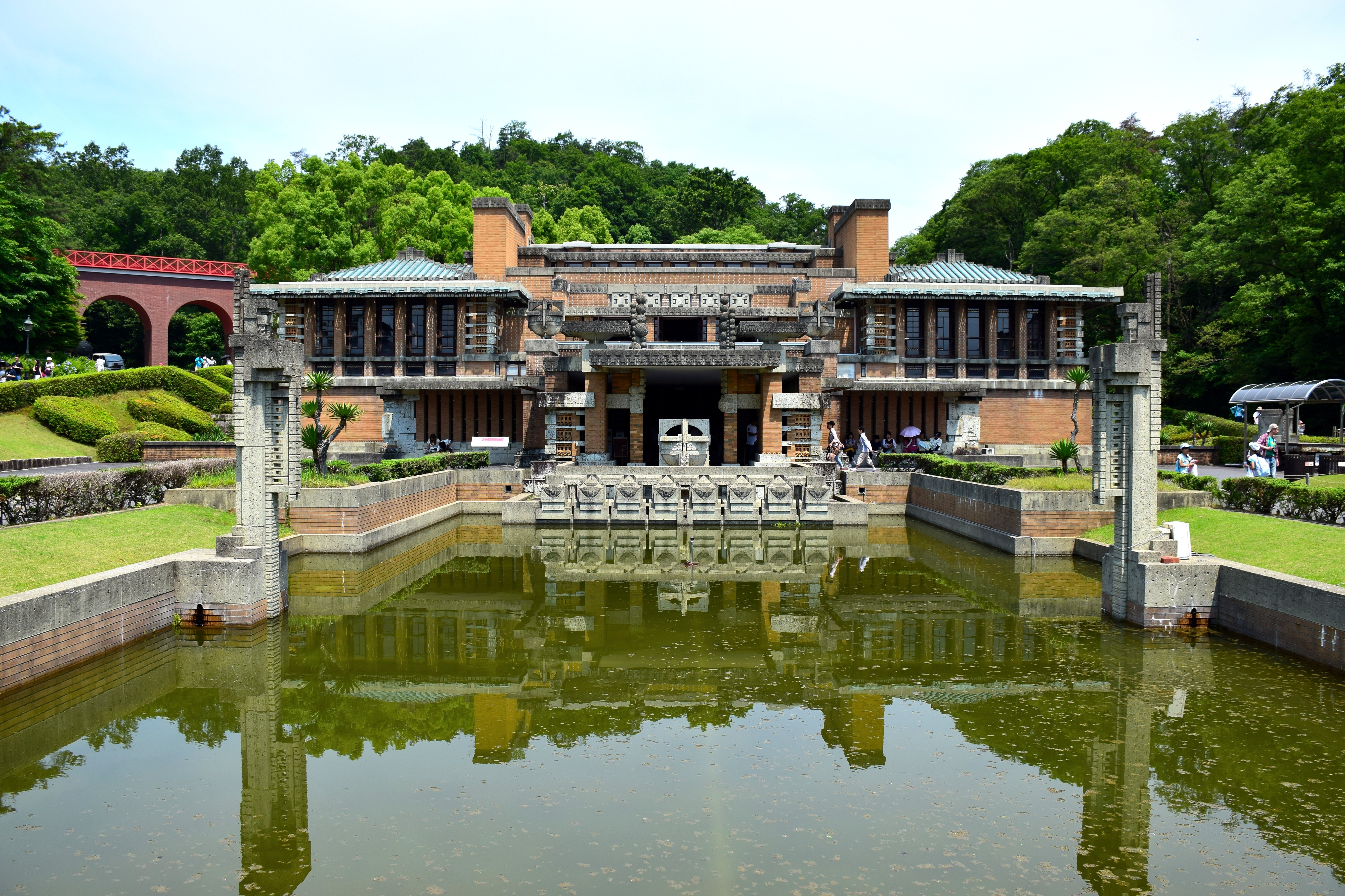
明治村に移築再建された玄関部分

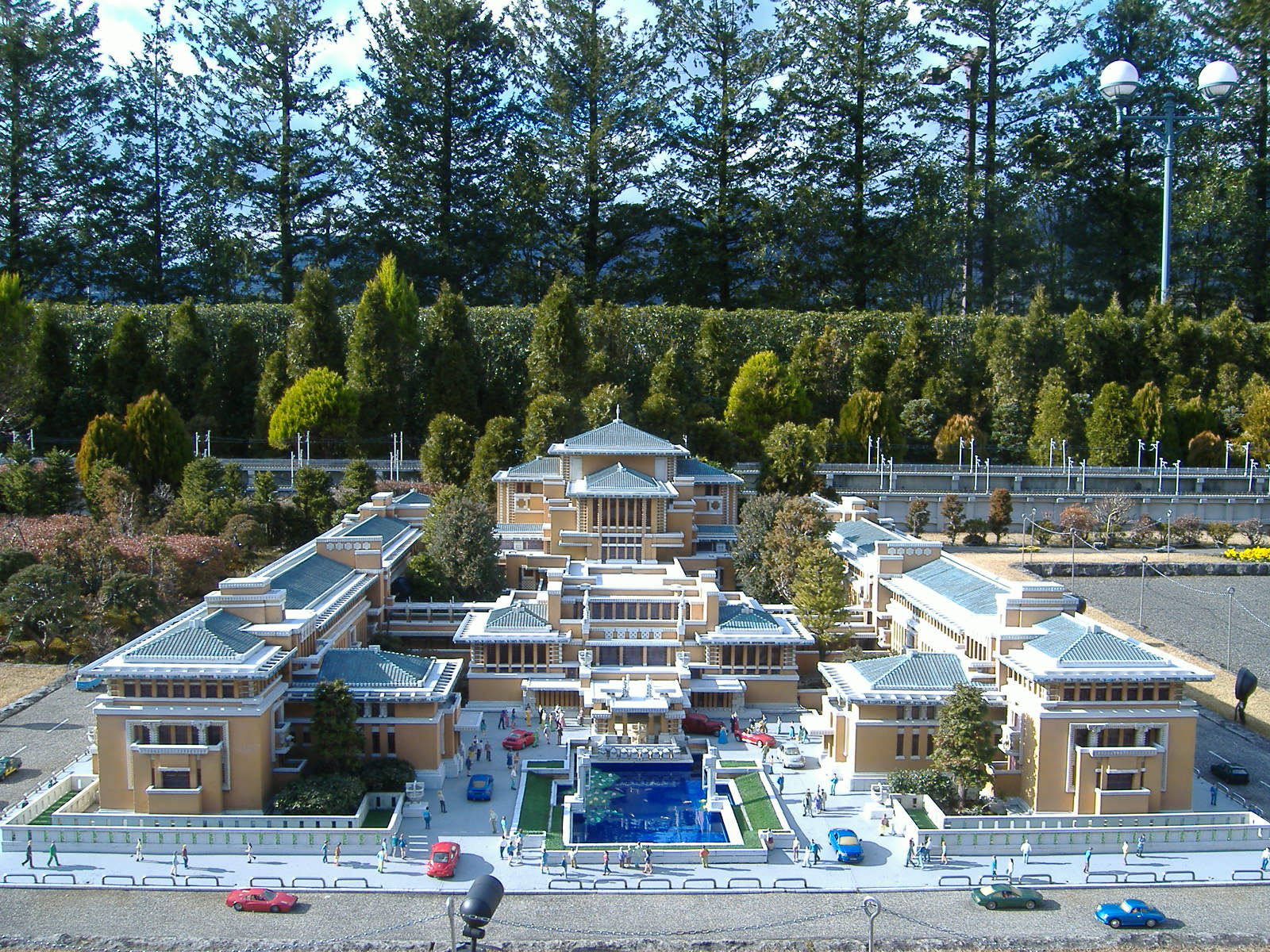
東武ワールドスクウェアで展示されているライト館の全景（ミニチュア、縮尺1/25）

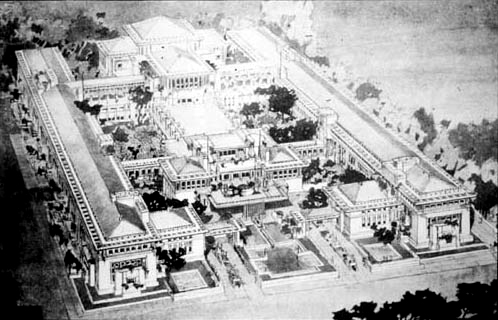
ライトの最終完成予想図
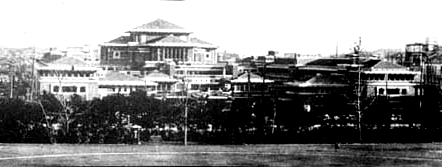
日比谷公園からの全景
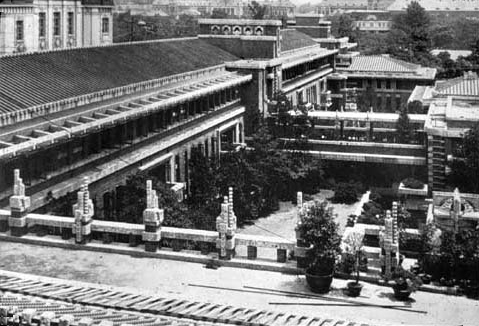
北翼屋上から見た玄関ホールと背後のロビー
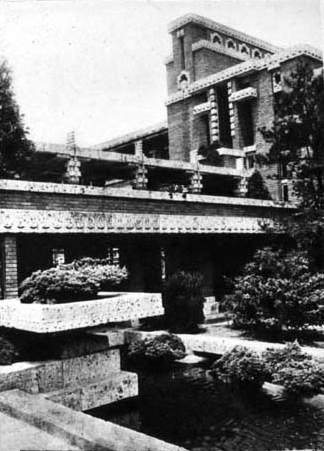
側面からみたロビー
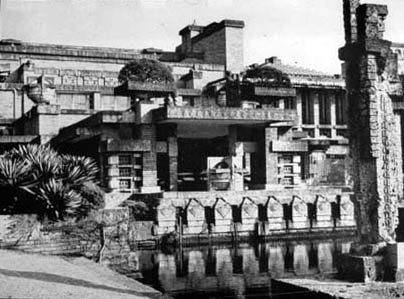
正面玄関
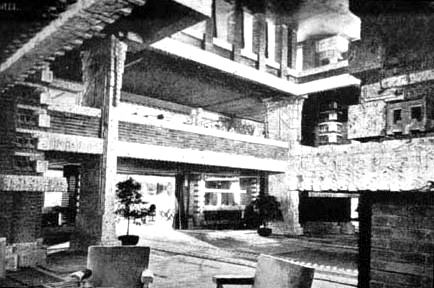
玄関ホール
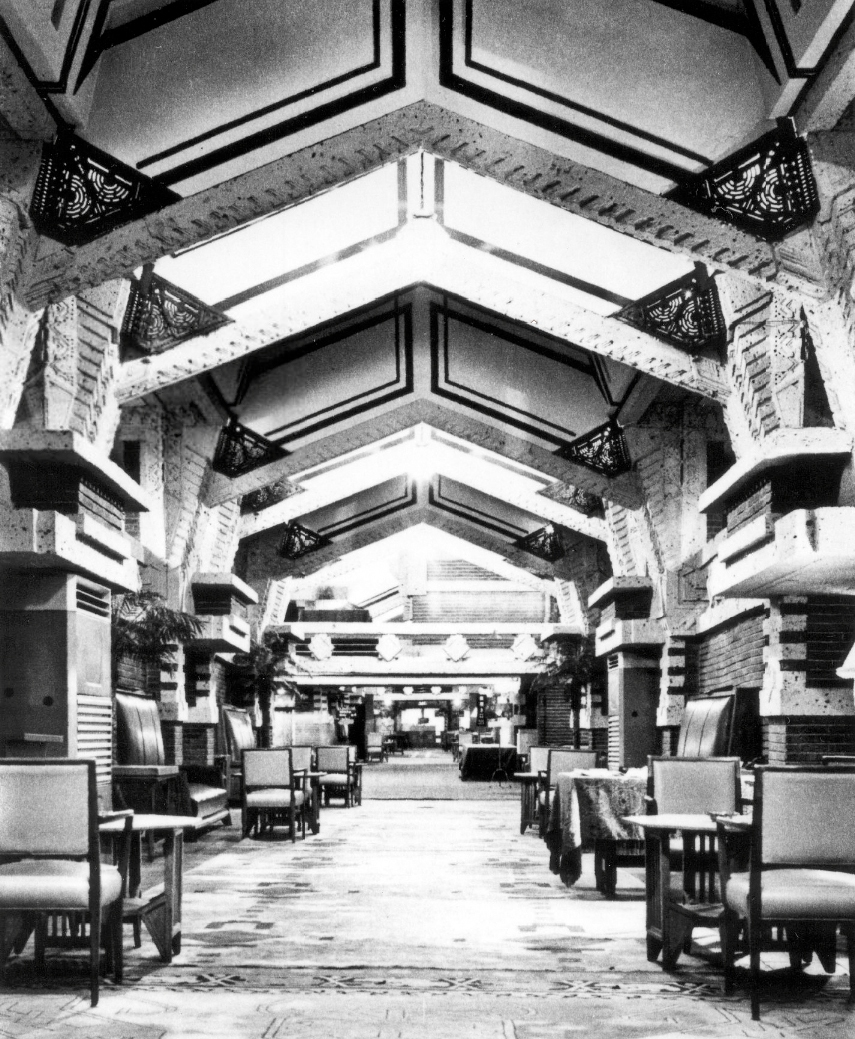
ロビー内
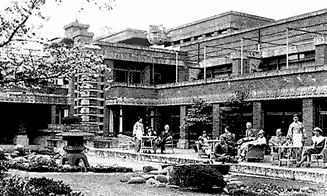
中庭テラス
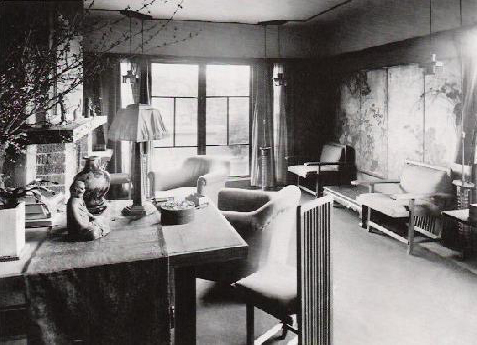
客室
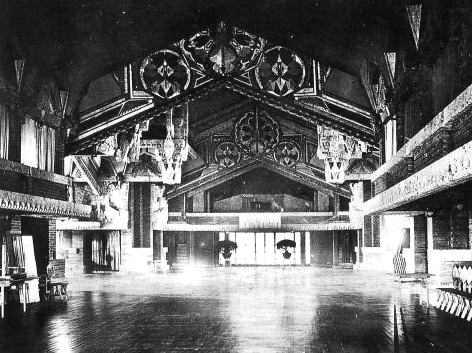
孔雀の間
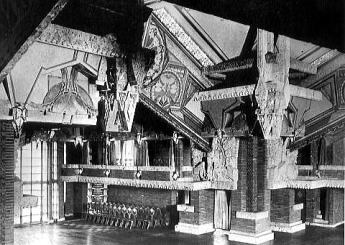
孔雀の間
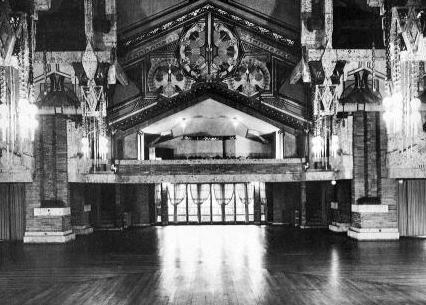
孔雀の間
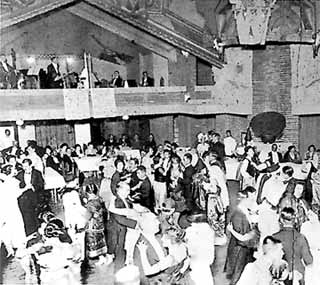
孔雀の間のダンスパーティー（昭和10年）
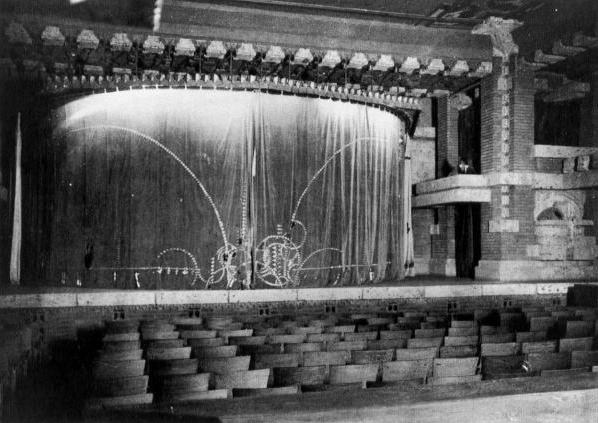
演芸場
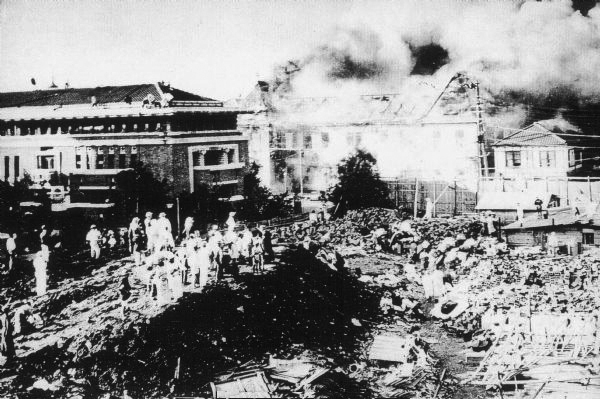
震災直後（右で延焼しているのは日本勧業銀行）
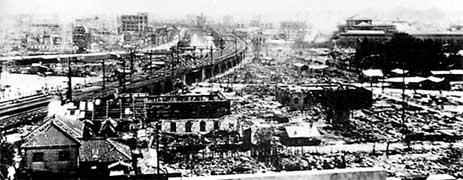
震災直後（有楽町駅付近、右奥が帝国ホテル）
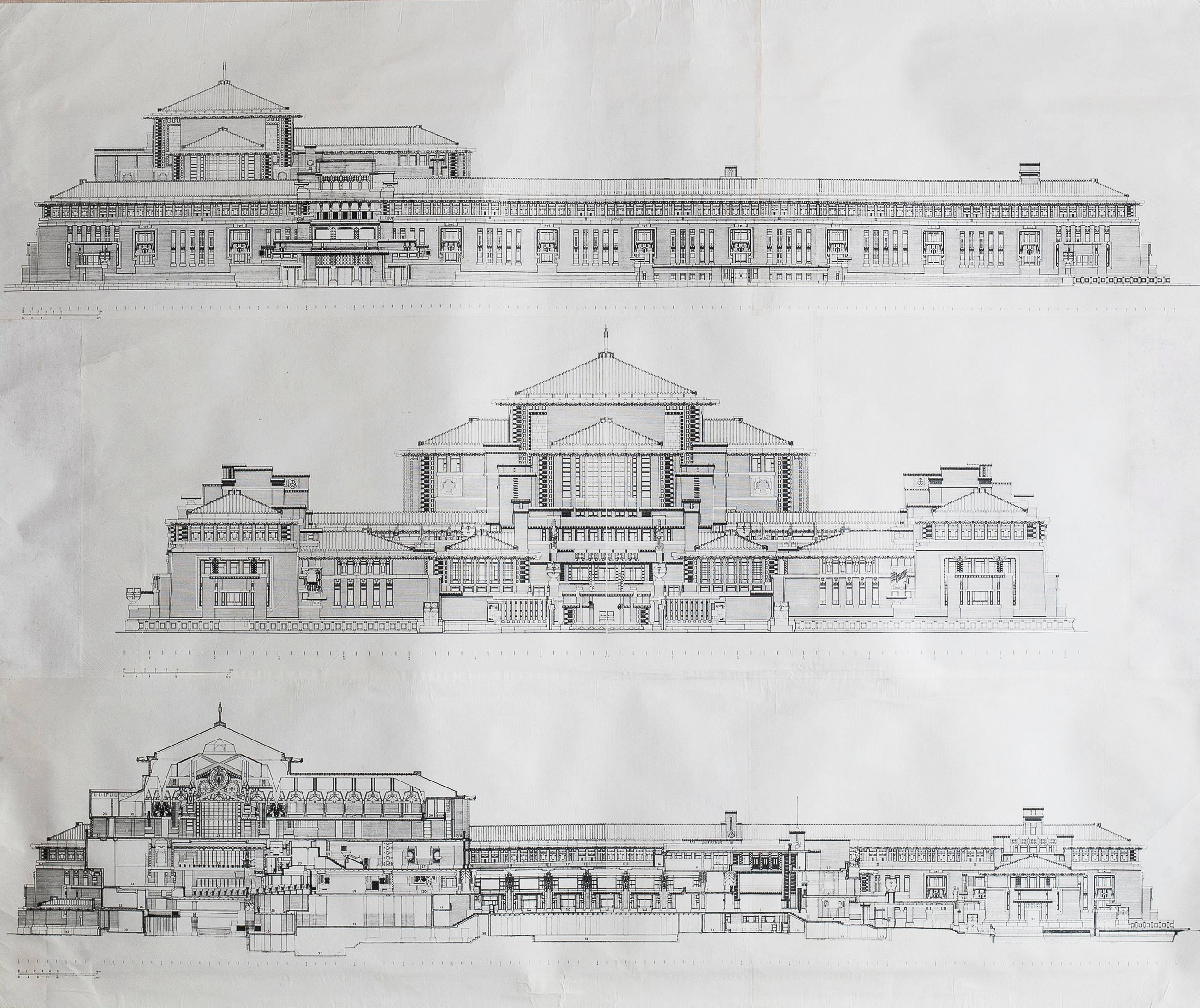
帝国ホテルの建築計画

### 第一新館（別館）
- 高橋貞太郎 設計。

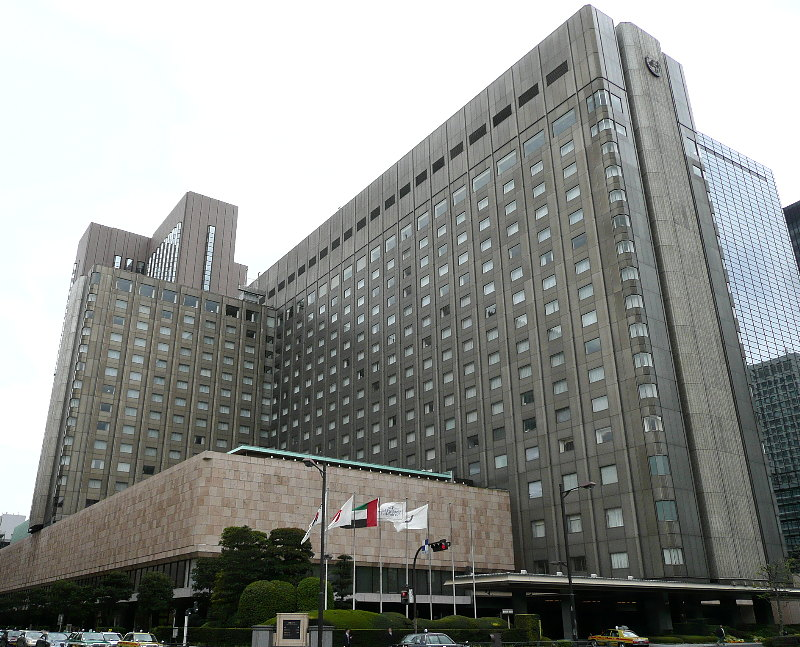
帝国ホテル東京新本館

- 鉄筋コンクリート造、地上7階、地下2階、客室数170。→ 画像
- 1954年（昭和29年）竣工、1980年（昭和55年）インペリアルタワー建設のため解体。

### 第二新館（東館）
- 高橋貞太郎 設計。
- 鉄筋コンクリート造、地上10階、地下5階、客室数450。→ 画像
- 1958年（昭和33年）竣工、1980年（昭和55年）インペリアルタワー建設のため解体。

### 新本館
- 高橋貞太郎 設計。
- 鉄筋鉄骨コンクリート造、地上17階、地下3階、客室数772。
- 1970年（昭和45年）3月10日開業[13]。
- 2031年度から2036年度にかけて建て替え予定[9]。

### 帝国ホテルタワー
- 山下設計 設計。当初はインペリアルタワーの名称だった。
- 鉄筋鉄骨コンクリート造、地上31階（うちホテルフロアは20～31階の12フロア)、地下4階、客室数361（→画像）。
- 第一・第二新館に代えて建設。1983年（昭和58年）竣工。
- 2016年（平成27年） 地下1階-地上4階、リノベーション。
- 2024年6月で建て替えのため閉館予定[14]。
- 2024年度から2030年度にかけて建て替え予定[9][15]。
- 西念武志 設計。[16]

### 企業・団体オフィス
- 三田会 - 慶應義塾大学の同窓会は、帝国ホテル本館地下1階に「東京三田倶楽部」を常設していたが、2023年9月に銀座7丁目のGINZA ｇCUBEビルに移転。
- 日本野球機構 - かつてインペリアルタワー14階に事務局を置いていた。
- いちごグループホールディングス - 帝国ホテルタワー17階にオフィスを構えていた。
- ロッキード・マーティン - 帝国ホテルタワー9階にオフィスがあった。

### 歴代料理長
- 初代料理長　吉川兼吉
- 第11代料理長／初代総料理長　村上信夫
- 第13代料理長兼調理部長、総料理長　田中健一郎
- 第14代東京料理長　杉本 雄
- メインダイニング「レ セゾン」料理長　ティエリー・ヴォワザン

### 逸話

#### クリーニング

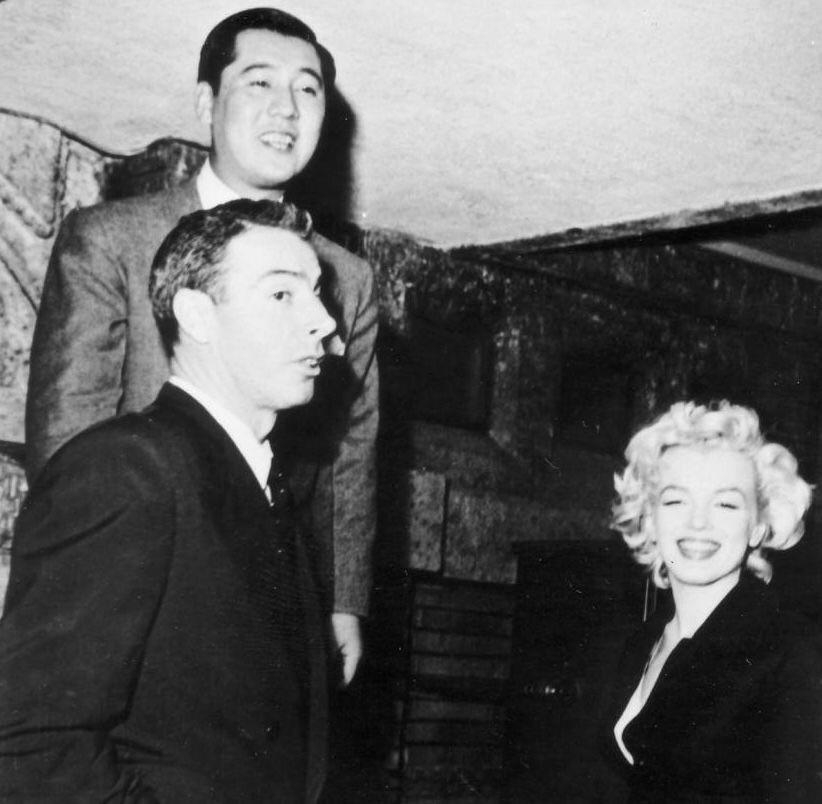
新婚旅行で滞在中のジョー・ディマジオ（左）とマリリン・モンロー夫妻を案内する犬丸徹三 総支配人（後方）1954年

そもそも帝国ホテルは外国の賓客をもてなすために設立されたホテルだったので、経営陣は真っ先に長期間の船旅で溜め込んだ衣類の洗濯を思いつき、その部門の強化を図ってきた。当初は2つの外注業者に委託していたが、1910年（明治43年）に帝国ホテルが初めて館内に洗濯する施設を設置し、ホテルで使用する寝具関係や宿泊客の衣類を洗濯する独自の「洗濯部」を設けた。
現在は白洋舍が従業員の制服を含めホテル内で使用される物全ての洗濯を受け持っている。
帝国ホテルのクリーニングサービスには定評がある。「ホテル内でついた汚れは確実に落とす」方針で、クリーニング部門ではホテル内で使われる食材の詳細を全て把握している。そして「最初からとれていたボタンまでつける」、「状況によっては服のボタンを外してからクリーニングする」というのも伝説的なサービス。クリーニングの工程で、紛失・損傷・変質の可能性があるボタンについては、あらかじめ取りはずしておく。客の好みに合わせた柔軟剤を使用し、アイロンがけが終わった後にボタンを縫い付け直す。紛失したボタンに極力似た物を付けるため世界中のボタンを保管している。これに感激したキアヌ・リーブスが映画『JM』の中で「シャツをクリーニングに出したい、できれば東京の帝国ホテルのやつを」というセリフをアドリブで入れたこともあった。
宿泊客が飛行機でやってくるようになって道中で洗濯物を溜め込むことが無くなった今でも、帝国ホテルに泊まることが決まった客がわざわざ1か月以上前から洗濯物を溜め込んでホテルに持ち込むこともあるという。
なお、帝国ホテルが行うクリーニングは宿泊客限定のサービスであり、部外者によるクリーニングサービスのみの使用は不可である。

#### バイキング
ブッフェスタイルの食事は、日本では帝国ホテルが初めて取り入れた。
1957年（昭和32年）、当時の支配人犬丸徹三が北欧で体験した料理、スモーガスボードがそのヒント。犬丸は内容的に「これはいける」と確信、当時パリのリッツ・ホテルで研修中で後に帝国ホテル第11代総料理長となる村上信夫に料理内容の研究を指示した。一方その名称が非常に言いにくく馴染みが無いものだったため、新名称を社内公募した。その結果「北欧と言えばバイキング」という発想と、当時帝国ホテル脇の日比谷映画で上映されていた『バイキング』(1958)という映画の中の豪快な食事シーンが印象的だったことから、これを「バイキング」と名付けることに決定、「バイキングレストラン」を1958年（昭和33年）にオープンした。このレストランは大変好評を博しバイキングはブッフェレストランの代名詞となった。新本館17階に、「インペリアルバイキング サール」の名で現存する。

#### 居住利用
セキュリティや快適さを見込んで長期宿泊をする芸能人や文化人も多い。女優の山田五十鈴は、京都の自宅を引き払って帝国ホテルに20年以上住んでいたほか、作詞家の岩谷時子は、自宅こそ維持していたものの車椅子生活になってもなお帝国ホテルに住み続けた。
2021年からは、1泊あたり3万円の部屋を月額料金36万円で提供する「サービスアパートメント事業」を開始。
本館・タワー館の建替事業に伴い、2024年6月末をもって一旦終了。

## 上高地帝国ホテル
- 高橋貞太郎 設計（開業当初）[25]

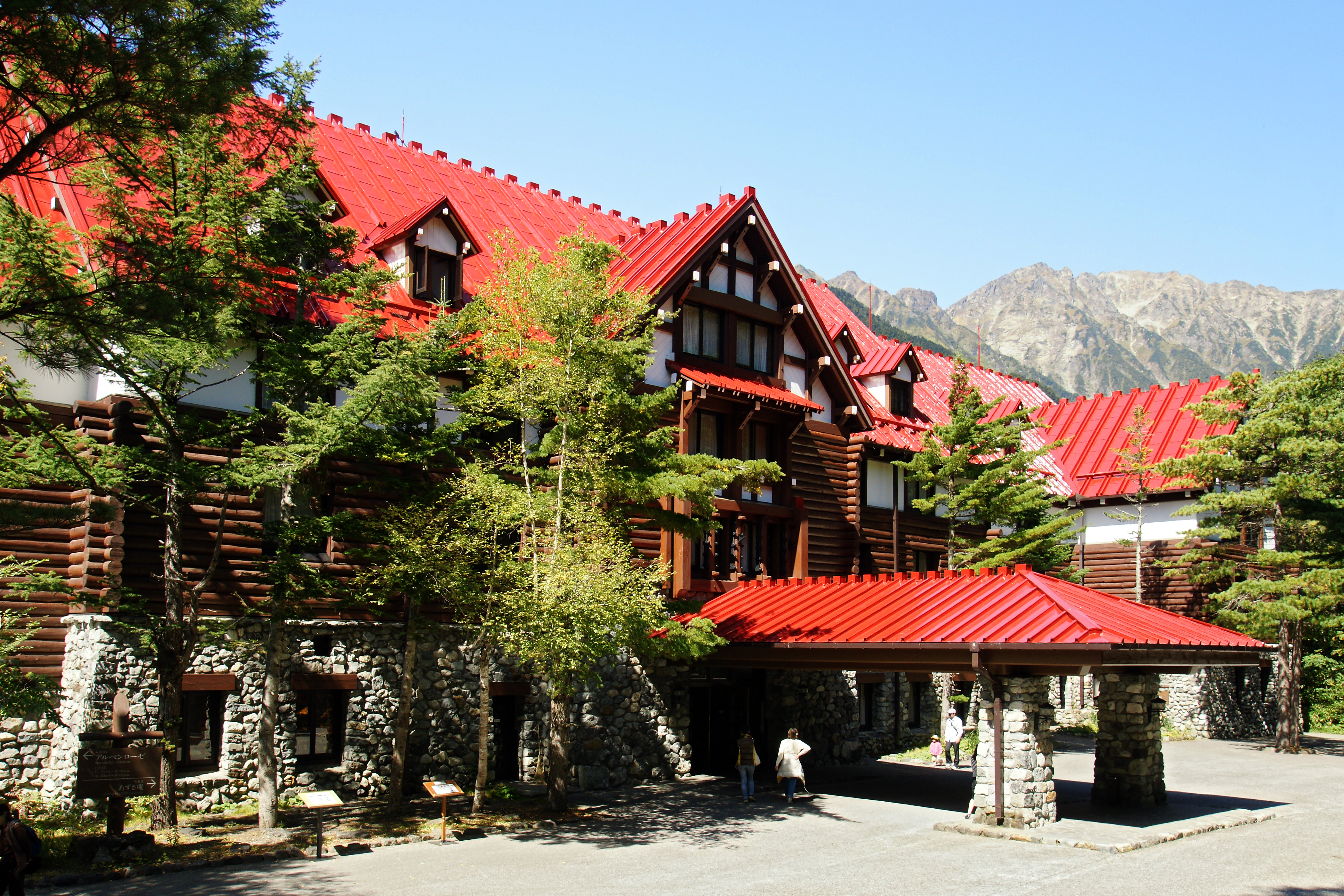
上高地帝国ホテル

- 鉄筋・鉄骨コンクリート造、地上4階、客室数75（現在）
- 1933年（昭和8年）10月5日開業、1977年（昭和52年）、1994年（平成6年）改装
- 長野県松本市安曇・上高地
- 景勝地として知られる上高地内にあるリゾートホテルで、毎年4月下旬から11月上旬まで営業している。上高地への自家用車の乗り入れが規制されているため、ホテルには沢渡温泉か平湯温泉の駐車場からバスまたはタクシーを利用する必要がある（自家用車の場合。電車の場合、松本駅・新島々駅からバスが一般的）
- 現在の建物は、高橋貞太郎による開業当初の外観を忠実に再現しながら1977年（昭和52年）に新築されたもの。

## 帝国ホテル大阪
- 株式会社三菱地所設計 設計

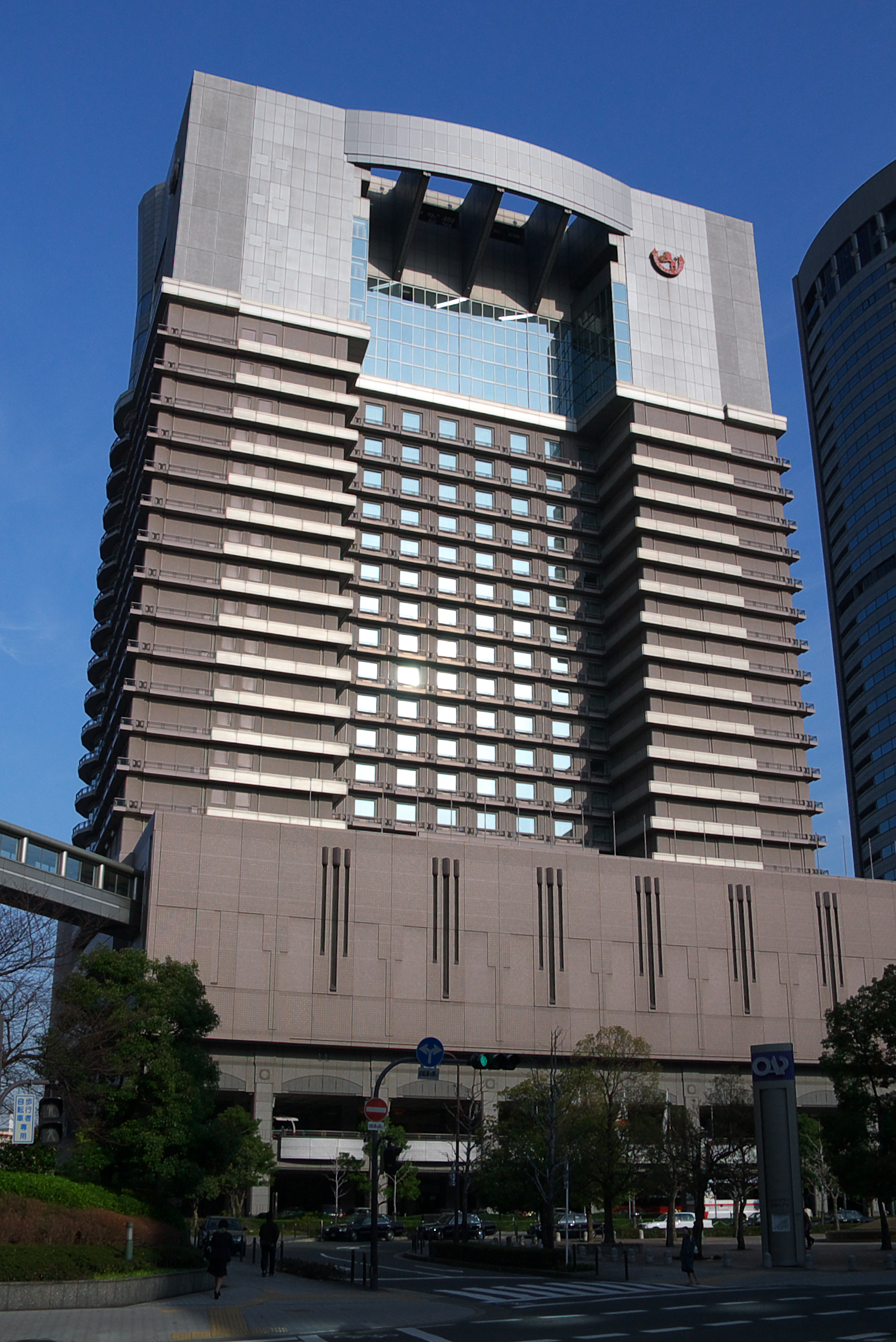
帝国ホテル大阪

- 鉄筋鉄骨コンクリート造、地上24階、地下2階、客室数387
- 1996年（平成8年）3月15日開業[26]
- 大阪市北区天満橋
- 旧三菱金属大阪精錬所跡地を再開発した複合施設大阪アメニティパーク内にあり[26]、桜の名所として知られる桜之宮公園に隣接している。中央区にあるビジネスホテルの「大阪帝国ホテル」[注釈 5]とは人的及び資本関係が一切なく無関係である。

## 直営ホテルの出店計画
- 京都市東山区祇園町南側の八坂女紅場学園が所有する弥栄会館（木村得三郎 設計、鉄骨鉄筋コンクリート造瓦葺、地上5階、地下1階、登録有形文化財）を地上7階・地下2階に改修、本棟として賃借し、2026年春の開業を予定している。客室は約60室でレストランやバーのほかスパ、プール、フィットネスジムも併設される[27]。

## グループ企業・関連施設

### 帝国ホテルエンタープライズ
株式会社帝国ホテルエンタープライズは、株式会社帝国ホテル100%出資の子会社で、以下のホテルや施設を運営している。
- ザ・クレストホテル柏

千葉県柏市末広町。2000年（平成12年）開業のコミュニティホテル。
- ホテルグランドアーク半蔵門

東京都千代田区隼町。1999年（平成11年）1月開業、2004年（平成16年）4月改装。警察共済組合の保養所施設扱いとなるホテル。
- 全国町村会館

東京都千代田区永田町。帝国ホテルエンタープライズが1998年（平成10年）8月より料飲・宿泊部門への技術援助協力を受託している。館内事務所階に全国町村会の事務所が存在する。地方公共団体関係者は割安料金で宿泊ができる。ホテル階は7階一部と8階から最上階。
- レストラン　ザ・パーク

東京都新宿区信濃町の慶應義塾大学病院2号館最上階にあるレストラン。
- 水海道ゴルフクラブ内レストラン

茨城県常総市坂手町のゴルフ場内レストラン。

### 提携ホテル
帝国ホテルが2007年に三井不動産傘下に入ったことに伴い、元々三井不動産傘下だったアメリカ・ハワイ州のハレクラニ系列が帝国ホテルグループと提携している。
- ハレクラニ（Halekulani）
  - 1907年開業。元々はホテルオークラと提携していたが、2009年に帝国ホテルと提携を結ぶ。
- ハレプナ・ワイキキ・バイ・ハレクラニ（Halepuna Waikiki by Halekulani）
  - 1987年開業。旧称「ワイキキパークホテル（Waikiki Park Hotel）」。
- ハレクラニ沖縄
  - 沖縄県国頭郡恩納村。2019年開業。

### かつての運営施設・関連施設
- メトロポールホテル
  - 1907年（明治40年）1月買収、1909年（明治42年）6月閉鎖
  - 現在の東京都中央区明石町、聖路加ガーデンや東京新阪急ホテル築地 (→銀座クレストン)がある辺り → 画像 - ウェイバックマシン（2006年7月12日アーカイブ分）
  - 横浜クラブホテルの支店として1889年（明治22年）創業したホテルを買収して姉妹館としたが、経営不振で帝国ホテル自体の業績悪化につながったため閉鎖。渋沢栄一はこの責任をとって帝国ホテル代表取締役を辞任した。

- 燕山荘
  - 1931年（昭和6年）、赤沼千尋（登山家）と大倉喜七郎が本館を建設。1948年（昭和23年）赤沼側に売却
  - 長野県安曇野市燕岳山頂付近 → 画像
  - 燕岳登山の山小屋「燕の小屋」として1921年（大正10年）創業。小屋を訪れた登山好きの大倉喜七郎と創業者・赤沼千尋が意気投合し、大倉が資金を援助して大規模ロッジに建替えさせて帝国ホテル傘下に加えた。戦後帝国ホテルがGHQに接収されるに及んで創業者に売却された。

- シンガポール水交社
  - 1942年（昭和17年）運営開始、1945年（昭和20年）撤退
  - シンガポール中心街
  - 第二次世界大戦中、日本軍のシンガポール占領にともない海軍がグッドウッド・パーク・ホテルを接収、これを水交社として将官宿舎兼接待所とし、帝国ホテルがその運営にあたった[注釈 6]。

- オリエンタルホテル
  - 1942年（昭和17年）運営開始、1945年（昭和20年）撤退
  - タイ王国のバンコクを代表する高級ホテルである同ホテルを運営していた欧米人が、日本軍が当時同盟国であったタイ王国との協定に基づき同国に駐留した後、タイ王国から運営を委託された。

- 博多帝国ホテル
  - 1954年（昭和29年）開業、1969年（昭和44年）閉鎖
  - 福岡市博多区上呉服町
  - 低層階が博多大丸、上層階が帝国ホテルという複合施設として開設された。

- バリインペリアルホテル
  - 1993年（平成5年）開業、2003年（平成15年）運営受委託契約終了
  - バリ島・スミニャックビーチ
  - リゾートホテル

- ザ・クレストホテル津田沼
  - 1992年（平成4年）開業、2002年（平成14年）閉鎖
  - 千葉県習志野市津田沼

ザ・クレストホテルの第一号店。複合施設内のテナントとして運営。運営受託契約満了後、契約は更新されず帝国ホテル側は運営から離れ、ホテルは閉鎖された。2020年からベッセルホテルの経営する「ベッセルイン京成津田沼駅前」。
- ザ・クレストホテル立川
  - 1995年開業、2015年閉館
  - 東京都立川市錦町
- 食堂車
  - 在来線のちに新幹線において、帝国ホテルの列車食堂部、のちに「帝国ホテル列車食堂」（現・帝国ホテルエンタープライズ）が、食堂車の運営及び弁当、土産品等車内販売営業を行っていた。1992年3月ダイヤ改正をもって撤退[31]。

- タワーレストラン昭和
  - 昭和大学病院入院棟17階で帝国ホテルエンタープライズが運営していたレストラン。新型コロナウイルス感染症の影響による休業要請を受けて休業していたが、再開できないまま2021年3月31日をもって閉店。
  - 東京都品川区旗の台

## 問題
2025年4月17日、帝国ホテル東京など都内の大手ホテルを運営する15社が「Front　Reservation会」と呼ばれる会合にて客室単価などの内部情報を共有していたことがわかり、公正取引委員会が独占禁止法違反（不当な取引制限）の疑いで警告を出す方針を固めたことがわかった。